# Solid Bond
Solid Bond – album Grahama Bonda zbierający jego najlepsze utwory nagrane z Graham Bond Quartet i Graham Bond Organisation.

## Historia i charakter albumu
Album obrazuje moment w historii grupy, gdy zaczęła ona przechodzić od luźnych i swobodnych rytmów jazzowych (10, 11, 12) do bardziej stałego rockowego rytmu (reszta utworów).
Nagrania te jasno wykazują prekursorski charakter grupy dla progresywnego rocka, jazz rocka i blues rocka.
Bond zamienił już wtedy swój wizerunek wybitnego i znakomicie rokującego saksofonisty jazzowego na wizerunek organisty i wokalisty rockowego. Był pierwszym, który zaczął grać na organach Hammonda.
Były to także najpewniej pierwsze nagrania Johna McLaughlina, który niedługo potem został zwolniony "za nietrzymanie rytmu".
Muzycy z tej grupy grali później w tak znakomitych zespołach jak np. Cream (Bruce i Baker) i Colosseum (Hiseman i Heckstall-Smith).

## Muzycy
- Graham Bond - organy, saksofon altowy, pianino, wokal
- Dick Heckstall-Smith - saksofon altowy, saksofon sopranowy, (oprócz 10, 11 i 12)
- John McLaughlin - gitara (na 10, 11 i 12)
- Jack Bruce - kontrabas (na 10, 11 i 12)
- Ginger Baker - perkusja (na 10, 11 i 12)

## Spis utworów
Oryginalny album
| 1.  | Green Onions                | 5:15    |
|     |                             |         |
| 2.  | Springtime in the City      | 3:11    |
|     |                             |         |
| 3.  | Can't Stand It              | 5:07    |
|     |                             |         |
| 4.  | Only Sixteen                | 5:01    |
|     |                             |         |
| 5.  | Last Night                  | 3:37    |
|     |                             |         |
| 6.  | Long Legged Baby            | 3:12    |
|     |                             |         |
| 7.  | Walkin'in the Park          | 3:03    |
|     |                             |         |
| 8.  | It's Not Goodbye            | 4:48    |
|     |                             |         |
| 9.  | Neighbour Neighbour         | 3:13    |
|     |                             |         |
| 10. | Ho Ho Country Kicking Blues | 7:55    |
|     |                             |         |
| 11. | The Grass Is Greener        | 9:30    |
|     |                             |         |
| 12. | Doxy                        | 11:13   |
|     |                             |         |
|     |                             | 1:05:05 |
|     |                             |         |
Bonusy na wznowieniu
| 1. | Waltz for the Pig | 2:27  |
|    |                   |       |
| 2. | Wade in the Water | 4:03  |
|    |                   |       |
|    |                   | 06:30 |
|    |                   |       |

## Opis płyty
- Producent - Jon Hiseman (1-12)
- Nagranie - Olympic Sound Studios (1-12)
- Data - 1966 (1-12)
- Utwór 13 - jako The Who Orchestra
- Utwór 14 - amerykański singel Bonda, 1966
- 10-12 - nagrane podczas koncertu w klubie Klooks Kleek w czerwcu 1963
- Czas - 71 min. 35 sek.
- Okładka - Hamish Grimes, Gustav Moody
- Firma nagraniowa - Warner Bros.
- Numer katalogowy - 2555
- Wznowienie: Sunrise Records
- Data - 2004
- Numer katalogowy - 40101042